# Jennifer Darling
Jennifer Darling, född 19 juni 1946, är en skådespelare och röstskådespelare från USA. Hon har bland annat läst de engelskspråkiga rösterna för Irma i 1987 års Teenage Mutant Ninja Turtles och Phoebe Farragut i James Bond Junior. Hon har även gjort rösten till en av Darklings, Gunner i tv-spelet The Darkness

## Filmografi
- 1988-1994: Teenage Mutant Ninja Turtles - Irma Langinstein, Tiffany, Miyoko Saki[1], Buffy Shellhammer[2]

### Fotnoter
1. ↑  ”Technodrome”. http://www.thetechnodrome.com/voices.shtml. Läst 25 februari 2012.
2. ↑  ”TV Com”. http://www.tv.com/shows/teenage-mutant-ninja-turtles-season-7/cast/3. Läst 26 februari 2012.[död länk]

Den här artikeln är helt eller delvis baserad på material från engelskspråkiga Wikipedia, tidigare version.